# Coroada

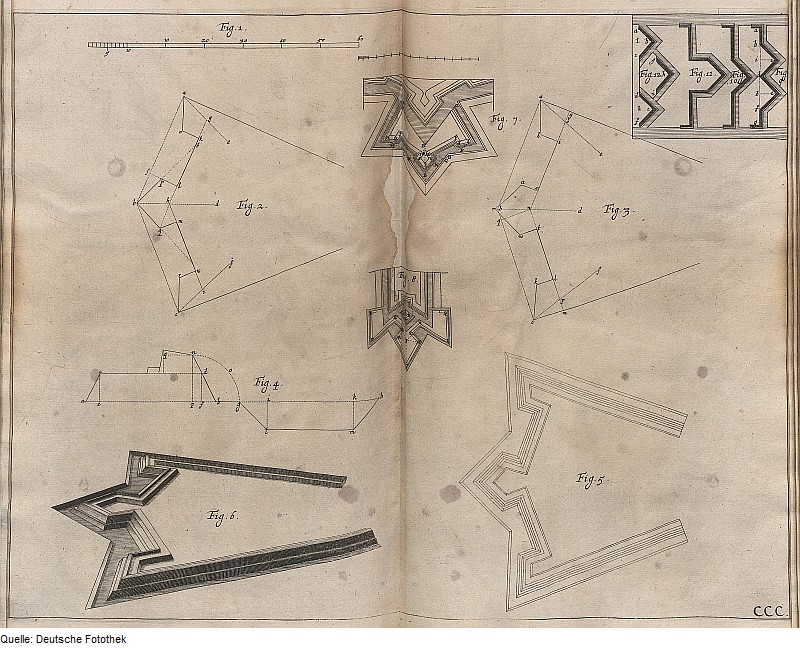
Esquemas de coroadas.

Obra coroa ou coroada, em arquitetura militar, é uma grande obra exterior de uma fortificação abaluartada, composta por um baluarte central ladeado por dois meio-baluartes, interligados entre si por cortinas.